# Коген Юрій Борисович
Коген Юрій Борисович (нар. 6 вересня 1937, Керч, Кримська АРСР, РРФСР — 3 липня 2022) — радянський та український економіст, фінансист, політичний і громадський діяч. Народний депутат України II скликання. Активний учасник караїмського громадського руху. Почесний громадянин Бахчисарая. Голова Всеукраїнської асоціації кримських караїмів «Кримкарайлар».

## Життєпис
Народився 6 вересня 1937 року в Керчі в караїмській родині. Батьки — ветеран Німецько-радянської війни, кавалер Ордена Слави 3-го ступеня Борис Петрович Коген (1907—1962) й Анна Абрамівна Фарумда (1908—1980), медичний працівник. У 1941 році сім'я переїхала до Феодосії, а в 1944 — у Бахчисарай. Дружина Лідія Олександрівна; дочки Тетяна і Олена.

### Трудова діяльність
У 1954 році закінчив Бахчисарайську середню школу № 1, став робітником. Добровольцем поїхав освоювати цілину в Північний Казахстан. Після закінчення в 1958 році з відзнакою Петропавловського технікуму механізації сільського господарства працював техніком радгоспу «Бурлюк» (с. Каштани Бахчисарайського р-ну). У 1962 році, перебуваючи в лавах Радянської армії, вступив у комуністичну партію. З 1963 по 1968 рік — старший економіст зі сільського господарства в Бахчисарайському райфінвідділі. 1970 року закінчив Одеський інститут народного господарства за спеціальністю «фінанси і кредит», куди вступив без іспитів у 1965 році. З 1968 року працював на ПМК-60 в Бахчисараї, де в 1977—1990 роках був начальником. З 1989 по 1992 рік голова Бахчисарайської міськради. З 1992 року — начальник відділу контрольно-ревізійного управління Бахчисарайського району.

### Політична діяльність
1994 року обраний народним депутатом Верховної Ради України 2-го скликання по Бахчисарайському виборчому округу № 36. Член Міжрегіональної депутатської групи. У 1995 році за рішенням Президії Верховної Ради увійшов в склад груп міжпарламентських зв'язків з Австралією, Італією та КНР. У тому ж році увійшов до депутатської слідчої комісії для проведення перевірки фактора фальсифікації окремих положень Декрету Кабінету Міністрів України «Про довірчі товариства» і контроль за виконанням пункту 3 Постанови Верховної Ради України від 6.07.1995 року «Про проект Закону України про внесення змін і доповнень в Декрет Кабміну України „Про довірчі товариства“». З 1994 по 1998 рік був секретарем Комітету Верховної Ради України з питань прав людини, національних меншин і міжнаціональних відносин. У 1998 році знову балотувався в народні депутати ВР України 3-го скликання від Партії регіонального відродження України, але не набрав потрібний відсоток голосів. З 2000 по 2006 рік — член Ради представників громадських організацій національних меншин України. У 2002—2006 роках — помічник депутата Верховної Ради України 4-го скликання І. А. Франчука на громадських засадах. У 2005 році балотувався на посаду міського голови Бахчисарая.

### Громадська діяльність
З 1992 по 1996 рік — голова Кримської асоціації кримських караїмів «Кримкарайлар», з 1996 по 2005 рік — голова Всеукраїнської асоціації «Кримкарайлар», далі — Почесний голова. У 2007 році рішенням Верховної Ради АРК увійшов до складу оргкомітету I Міжнародного етнографічного фестивалю «Караи збирають друзів», який проходив в Сімферополі, Євпаторії, Бахчисараї й на Чуфут-Кале.
Клопотав про передачу будівлі колишньої бахчисарайської кенаси на баланс Бахчисарайського історико-культурного заповідника, що було здійснено за рішенням бахчисарайської міськради у 2011 році.
2014 року став співзасновником Громадської організації «Місцева національно-культурна автономія кримських караїмів „Карайлар“ міста Бахчисарая». У 2017 році виступив одним з ініціаторів встановлення меморіальної дошки історику, археологу і краєзнавцю М. Я. Чорефу (1932—1999) на будинку в Бахчисараї, де він проживав.

## Нагороди та звання
Кавалер державних нагород СРСР і України. Володіє медалями «За доблесну працю», «Ветеран праці», Почесну грамоту Президента України «За сумлінну працю та значний особливий внесок у розвиток і зміцнення Української держави» (2000), Почесну грамоту Президії Верховної Ради АР Крим. Лауреат премії імені І. І. Казаса Кримського республіканського фонду культури за внесок в розвиток караїмської культури (1999).
Почесний громадянин Бахчисарая (1997).
У 2012 році нагороджений Почесною грамотою ЦК КПУ «за багаторічну сумлінну працю, активну життєву позицію та у зв'язку з 50-річним перебуванням в лавах Комуністичної партії».